# Nekrolog 1378
Nekrolog
◄◄
| ◄
| 1374
| 1375
| 1376
| 1377
| 1378 | 1379 | 1380 | 1381 | 1382 | ► | ►►
Weitere Ereignisse | Allgemeiner Nekrolog 1378
Die Beschreibung der verstorbenen Person sollte so kurz wie möglich gehalten sein und nur deren signifikante Tätigkeit(en) enthalten.
Neue Namen ggf. auch unter dem Geburts- und Sterbedatum, also etwa unter 1. Januar und im Geburts- und Sterbejahr (2024) eintragen (nur bei entsprechender großer Wichtigkeit). Für Beispiele siehe die schon vorhandenen Artikel.
Außerdem über die fünf zuletzt Verstorbenen, zu denen es einen ausreichend guten Artikel für eine Präsentation auf der Hauptseite gibt, nach der todesbedingten Überarbeitung der Artikel ggf. auch unter Wikipedia Diskussion:Hauptseite informieren und sie am besten auch in den anderen Wikipedia-Sprachversionen eintragen. Tipp: Regelmäßig bei news.google.de nach „ist tot“, „gestorben“ oder „verstorben“ suchen.
Wenn eine Person gestorben ist, gibt es viele Seiten zu dieser Person in der Wikipedia, die davon auch betroffen sind und entsprechend aktualisiert werden müssen. Beispiele: Namenübersichtsseite, Geburtsjahr, Geburtsort-Seiten und viele mehr.
Wie finde ich die betroffenen Seiten?
Im Suchfeld auf der linken Seite gibt man den Suchbegriff so ein: „Vorname Nachname“. Dann klickt man auf Volltext und alle Seiten mit entsprechendem Suchtext werden aufgerufen. Hier sieht man dann schnell, wo auch das Todesjahr Sinn macht oder sogar ein Teil des Artikels angepasst werden muss. Auch hilft das „Werkzeug“ auf der linken Seite sehr gut, um solche Seiten aufzufinden: „Links auf diese Seite“. Somit ist die Wikipedia wieder aktuell in allen Bereichen! Hinweis: bei Eintragung der Kategorie „Gestorben JAHR“ wird der Missbrauchsfilter 49 ausgelöst, was jedoch nicht schlimm ist. Siehe: Spezial:Missbrauchsfilter/49
Dies ist eine Liste von im Jahr 1378 verstorbenen bekannten Persönlichkeiten. Die Einträge erfolgen innerhalb der einzelnen Daten alphabetisch sortiert. Tiere sind im Nekrolog für Tiere zu finden.

## Februar
| Tag         | Name              | Beruf, bekannt als                  | Alter | Beleg |
| ----------- | ----------------- | ----------------------------------- | ----- | ----- |
| 6. Februar  | Jeanne de Bourbon | durch Heirat Königin von Frankreich | 40    |       |
| 12. Februar | Alexej Biakont    | Metropolit von Kiew und Moskau      |       |       |

## März
| Tag      | Name       | Beruf, bekannt als                     | Alter | Beleg |
| -------- | ---------- | -------------------------------------- | ----- | ----- |
| 27. März | Gregor XI. | Papst, 30. Dezember 1370 bis März 1378 |       |       |

## April
| Tag      | Name  | Beruf, bekannt als                      | Alter | Beleg |
| -------- | ----- | --------------------------------------- | ----- | ----- |
| 5. April | Gusai | japanischer Zen-Mönch und Renga-Dichter |       |       |

## Mai
| Tag     | Name                | Beruf, bekannt als | Alter | Beleg |
| ------- | ------------------- | --- | ----- | ----- |
| 31. Mai | Thomas von Neumarkt | Titularbischof von Sareptensis und Weihbischof in Breslau; Hofkaplan und Leibarzt der Herzöge Heinrich VI. von Breslau und Boleslaw II. von Brieg und Liegnitz |       |       |

## Juni
| Tag      | Name           | Beruf, bekannt als                         | Alter | Beleg |
| -------- | -------------- | ------------------------------------------ | ----- | ----- |
| 16. Juni | Jacques de Rue | Kammerherr des Königs Karl II. von Navarra |       |       |

## Juli
| Tag     | Name                 | Beruf, bekannt als                                                   | Alter | Beleg |
| ------- | -------------------- | -------------------------------------------------------------------- | ----- | ----- |
| 1. Juli | Johann IV. von Arkel | Fürstbischof von Utrecht und Lüttich                                 |       |       |
| Juli    | Owain Lawgoch        | walisischer Söldnerführer und Anwärter auf den Titel Fürst von Wales |       |       |

## August
| Tag       | Name                  | Beruf, bekannt als                                      | Alter | Beleg |
| --------- | --------------------- | ------------------------------------------------------- | ----- | ----- |
| 4. August | Galeazzo II. Visconti | Gründer der Universität Pavia und ein begabter Diplomat |       |       |

## September
| Tag           | Name                 | Beruf, bekannt als                          | Alter | Beleg |
| ------------- | -------------------- | ------------------------------------------- | ----- | ----- |
| 4. September  | Bartolomeo Bulgarini | italienischer Maler der sienesischen Schule |       |       |
| 9. September  | Johann V.            | Herr zu Werle-Güstrow (1365–1378)           |       |       |
| 17. September | Marquard Bermann     | Bischof von Schwerin                        |       |       |

## Oktober
| Tag        | Name                    | Beruf, bekannt als | Alter | Beleg |
| ---------- | ----------------------- | ------------------ | ----- | ----- |
| 4. Oktober | Agnes von der Vierbecke | Heimatkämpferin    |       |       |

## November
| Tag          | Name                  | Beruf, bekannt als                    | Alter | Beleg |
| ------------ | --------------------- | ------------------------------------- | ----- | ----- |
| 29. November | Karl IV.              | Kaiser des Heiligen Römischen Reiches | 62    |       |
| November     | Guglielmo Sanseverino | Erzbischof von Salerno und Kardinal   |       |       |

## Dezember
| Tag         | Name                            | Beruf, bekannt als                  | Alter | Beleg |
| ----------- | ------------------------------- | ----------------------------------- | ----- | ----- |
| 5. Dezember | Gilles II. Aycelin de Montaigut | französischer Diplomat und Kardinal |       |       |

## Datum unbekannt
| Tag | Name                     | Beruf, bekannt als                              | Alter | Beleg |
| --- | ------------------------ | ----------------------------------------------- | ----- | ----- |
|     | Piero degli Albizzi      | Anführer der Guelfen                            |       |       |
|     | Biligtü Khan             | Khan der Mongolen (zwischen 1370 und 1378)      |       |       |
|     | Jovan Dragaš             | serbischer Despot, Neffe von Zar Stefan Uroš V. |       |       |
|     | Jutta von Katzenelnbogen | Äbtissin des Frauenstifts Kaufungen             |       |       |
|     | Pierre du Tertre         | Sekretär des Königs Karl II. von Navarra        |       |       |